# 100 Year Starship
100 Year Starship (100YSS), que es podria traduir en català com a «100 Anys de la Nau Estel·lar»; és una Agència dels EUA de Defensa de Projectes d'Investigació Avançada (DARPA) i l'Administració Nacional d'Aeronàutica i de l'Espai (NASA) projecte conjunt subvencionat a una entitat privada amb la finalitat de treballar cap a la consecució dels viatges interestel·lars. L'objectiu del projecte, anunciat el gener de 2012, és treballar cap a la consecució dels viatges interestel·lars dins dels propers 100 anys.

## Fundació
L'estudi del 100 Year Starship és el nom de l'any d'un projecte per avaluar els atributs i establir les bases d'una organització que pot portar d'ara endavant la visió d'una nau estel·lar al cap de 100 anys.
L'exastronauta de la NASA Mae Jemison va fer l'oferta guanyadora com a líder de la seva pròpia fundació, la Fundació Dorothy Jemison for Excellence. The Dorothy Jemison Foundation for Excellence 
va ser associada al projecte DARPA amb l'Icarus Interstellar, una organització sense ànim de lucre que es dedica als viatges interestel·lars, i la Fundació per al Desenvolupament Empresarial.

## Simposi de 100 Year Starship
Abans de la sol·licitud per a la fundació, el projecte 100 Year Starship es va iniciar amb una conferència celebrada a Orlando, del 30 de setembre al 2 d'octubre 2011, copatrocinat per la DARPA i la NASA, organitzat pel director de Tactical Technology Office de la DARPA, David Neyland. La conferència va incloure presentacions sobre la tecnologia, la biologia, la física, la filosofia, la sociologia i l'economia dels vols interestel·lars. Els treballs seleccionats de la conferència van ser publicats a la Revista de la Societat Interplanetària Britànica.
Després de nomenar la fundació Jemison com el guanyador de la licitació, un segon simposi es va celebrar el 2012 a Houston. Es van presentar documents sobre una sèrie de temes relacionats amb el vol interestel·lar i l'organització de la fundació, entre aquests un document per  Dr Harold ("Sonny") White del Centre Espacial Johnson de la NASA discutint un intent de mesurar la curvatura de l'espai-temps utilitzant un interferòmetre de Michelson per investigar la possibilitat de viatjar més ràpid que la llum.

## Finançament
L'Agència de Projectes d'Investigació Avançada de Defensa en anglès Defense Advanced Research Projects Agency (DARPA) és l'agència principal de finançament juntament amb el suport del Centre d'Investigació Ames de la NASA. Fins ara, la NASA ha contribuït amb 100.000 dòlars americans, mentre que la DARPA ha contribuït 1 milió de dòlars americans.